# Фуртуна
„Фуртуна“ (на албански: Furtuna) (споменава се още и като „Бурята“) е военен филм от 1959 година, копродукция на СССР, Албания и Румъния. Адаптация е на едноименния роман на Фатмир Гята.

## Сюжет
По време Втората световна война ранените партизани Зана (Ариадна Шенгелая) и Арбен (Арбен Ашику) попадат в ръцете на полицията. В тази сложна обстановка между младите хора възникват чувства. На помощ им се притичат партизаните. Срещу тях се изправя адвоката Ешеф, който работи в тясно сътрудничество с окупаторите. Арбен успява да избяга и организира селско въстание, което помага на партизаните да постигнат победа. Но на помощ на италианските фашисти се притичат германските им колеги. Започват масови арести. Партизанският отряд е принуден да се изтегли в планините. Загиват много приятели на Арбен, но народната армия расте и над Албания се надига бурята на хорския гняв.

## В ролите
- Арбен Ашику като Арбен
- Ариадна Шенгелая като Зана
- Николай Гриценко като полковник Пъркинс
- Анатолий Кузнецов като майор Андреев
- Пиетер Гьока като Рапо
- Лазар Филипи като Демири
- Вангел Хеба като Василий
- Филика Димо като Шпреса
- Илия Шюти като Абаз
- Наим Фрашери като Кемали[1]

## Продукция
Снимките на филма протичат в околностите на Дуръс, Албания и в Румъния. Ролите на статистите се изпълняват от войници от Албанската народна армия и моряци от Черноморския флот на СССР.